# Guus Kiel
Gustav Karl Philipp (Guus) Kiel (Etzenhausen-Dachau, 26 augustus 1913 – Beekbergen, 28 oktober 2013) was een Nederlands sergeant-vlieger van de Koninklijke Luchtmacht, die in mei 1940 als een van de zogenoemde "meivliegers" tegen de Duitse Luftwaffe heeft gevochten.
Voor zijn "bijzonder moedige en beleidvolle daden" werd hij in 1949 door koningin Juliana bij Koninklijk Besluit onderscheiden met het Vliegerkruis. Het Koninklijk Besluit noemde zijn "daden van initiatief, moed en volharding gedurende een of meer vluchten in een luchtvaartuig, tegenover de vijand onderscheiden, door in de vroege morgen van 10 Mei 1940 als bestuurder van een D XXI vliegtuig van het vliegveld Ypenburg opstijgende een groot aantal vijandelijke vliegtuigen aan te vallen, waarbij hij de motor van een vijandelijk transportvliegtuig in brand schoot. Voorts nadat hij een afdeling vijandelijke jagers had aangevallen tot zijn munitie was verschoten en hij mede wegens benzinegebrek op het vliegveld Noordwijkerhout moest landen, aldaar opnieuw op te stijgen en, hoewel zonder munitie, weer naar het vliegveld Ypenburg te vliegen, waarbij hij bij een aanval van vijf vijandelijke jagers boven Wassenaar werd neergeschoten en zwaar werd gewond.
Kiel was drager van het Draaginsigne Gewonden en het Draaginsigne Veteranen.
Hij was onderscheiden met het Amerikaanse Purple Heart voor gewonde militairen.